# Aeroport Internacional de Puebla
L'Aeroport Internacional de Puebla-Hermanos Serdán és l'aeroport que dona servei a la ciutat mexicana de Puebla de los Ángeles. Té el codi d'aeroport de IATA: PBC, i el codi OACI: MMPB.

## Informació
L'Aeroport de Puebla va ser inaugurat el 18 de novembre de 1985 i des de l'any 2001 va ser concessionat a l'Operadora Estatal d'Aeroports per a la seva operació i desenvolupament. Gestiona el trànsit aeri de la ciutat de Puebla i és part del Sistema Metropolità d'Aeroports (SMA)
El 2007, s'inaugurà el Centre Logístic Aeroportuari, el qual oferix totes les facilitats per a la gestió i processament comercial de càrrega. Actualment l'AIP ha arribat a nivells històrics en els seus indicadors operatius. Aquest escenari, i el suport dels membres del seu Consell d'Administració, han fet que s'iniciïn projectes immediats per a augmentar-ne la capacitat tant de les plataformes com de l'Edifici Terminal de Passatgers.
Per a arribar a l'Aeroport Hermanos Serdán hi ha dos accessos principals. El primer és per l'autopista Mèxic-Puebla amb la desviació a l'altura de San Miguel Xoxtla; el segon és pel bulevard Cholula-Huejotzingo un poc abans d'arribar a aquesta ciutat.
En l'actualitat compta amb una plataforma comercial de 3 posicions de categoria D i un edifici terminal capaç d'atendre a 400 passatgers per hora.
Aquest aeroport maneja al voltant de dos mil tones anuals en productes tèxtils, parts automotrius i de maquinària, correu, missatgeria aèria i productes peribles com fruites i flors.

## Aerolínies i destinacions

### Vols domèstics
| Aerolínies                      | Destinacions                 |
| ------------------------------- | ---------------------------- |
| Aeroméxico / Aeroméxico Connect | Monterrey                    |
| Volaris                         | Cancun, Tijuana, Guadalajara |

### Vols internacionals
| Aerolínies                                         | Destinacions             |
| -------------------------------------------------- | ------------------------ |
| Continental Express operat per ExpressJet Airlines | Houston-Intercontinental |